# Kiera Hogan
Kiera Hogan (Decatur, 16 settembre 1994) è una wrestler statunitense sotto contratto con la All Elite Wrestling.

## Carriera

### Circuito indipendente (2015-2018)

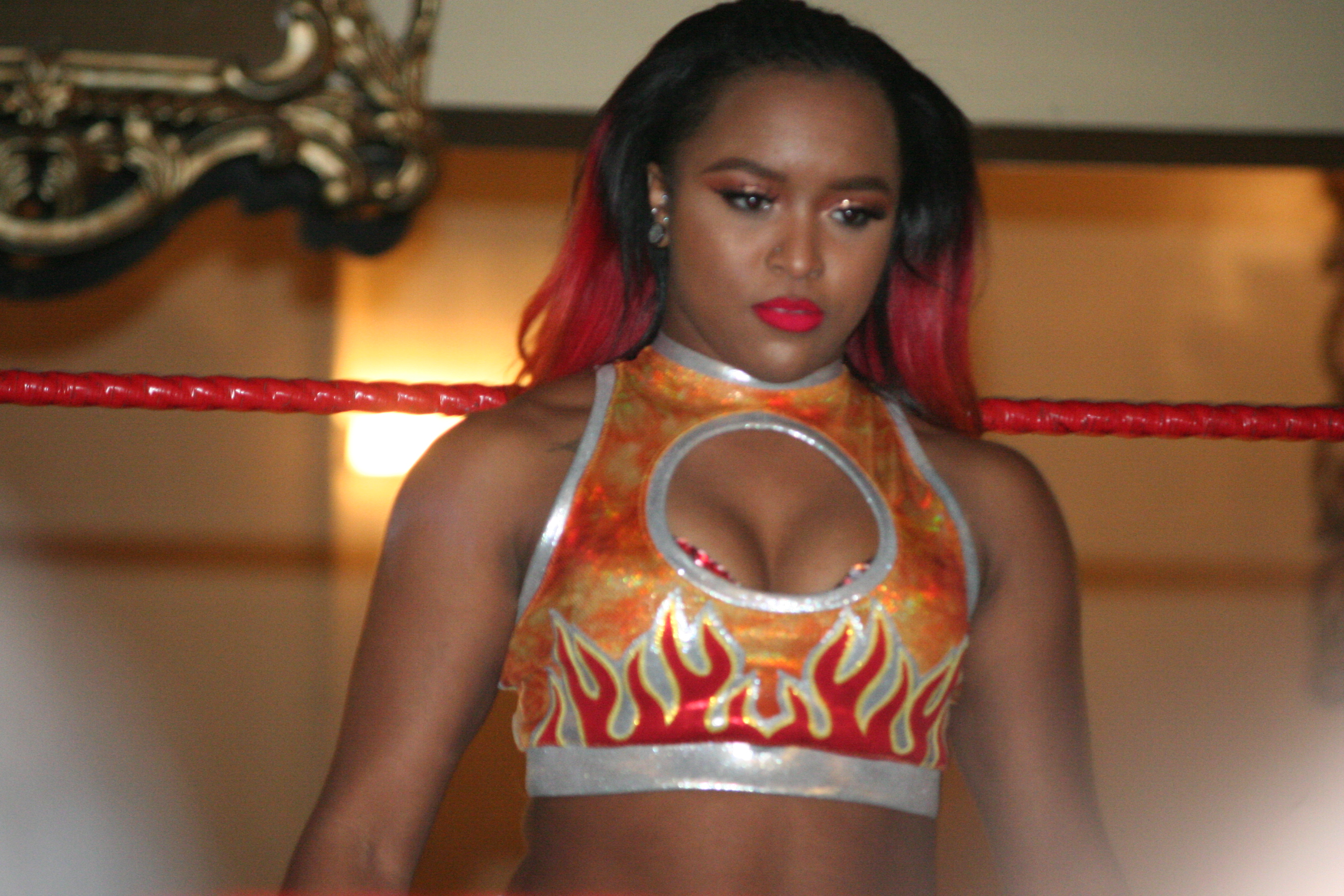
Kiera Hogan nel 2017

Kiera Hogan inizia la sua carriera di wrestling lottando nelle federazioni di Atlanta nel 2015. Il 16 aprile ha sconfitto Owen Knight vincendo l'WWA4 Intergender Championship. Lotta regolarmente nelle scene indipendenti dello stato della Georgia, competendo per diverse promozioni come l'Atlanta Wrestling Entertainment e la All-Star Wrestling Network. Nel mese di novembre, inizia a lavorare per la OMEGA nella Carolina del Nord. Nel 2016, la Hogan comincia a lottare per tutti gli Stati Uniti d'America, debuttando per diverse federazioni come la Reality of Wrestling gestita da Booker T a Houston e la Shine Wrestling in Florida. L'11 febbraio 2017, conquista il WSU Spirit Championship durante il WSU 10th Anniversary Show a Vo0rhees, New Jersey. Il 16 giugno 2018, ha perso il WSU Spirit Championship contro Jordynne Grace.

### Impact Wrestling (2017-2021)

#### Varie faide (2018)
Il 17 agosto 2017, viene comunicato che Kiera Hogan ha firmato un contratto con Impact Wrestling. Kiera fa il suo debutto nella federazione nella puntata di Impact del 1º febbraio 2018, sconfiggendo l'Impact Knockouts Championship Laurel Van Ness in un match non titolato, guadagnandosi dunque una title shot, grazie ad una distrazione provocata da Allie. Nella puntata di Impact dell'8 febbraio, la Hogan ha quindi sfidato Laurel Van Ness per l'Impact Knockouts Championship, ma è stata sconfitta dopo una buona prestazione; dopo il match, viene assalita dalla campionessa fino al salvataggio di Allie, che precedentemente le aveva detto che avrebbe guardato le sue spalle. Nella puntata di Xplosion del 10 febbraio, Kiera è stata sconfitta da Laurel Van Ness in un match non titolato. Nella puntata di Xplosion del 3 marzo, Kiera ha sconfitto Laurel Van Ness. Nella puntata di Impact del 19 aprile, Kiera e Fallah Bahh sono stati sconfitti da Su Yung e Braxton Sutter in un Mixed tag team match. Il 22 aprile, a Redemption, Kiera lotta nel suo primo match in un pay-per-view, dove è stata sconfitta da Taya Valkyrie. Nella puntata di Impact del 3 maggio, Kiera affronta Taya Valkyrie in un rematch che si conclude in una vittoria per squalifica, quando viene attaccata durante l'incontro da Tessa Blanchard. Nella puntata di Impact del 17 maggio, Kiera è stata sconfitta da Tessa Blanchard; dopo il match, viene assalita alla Blanchard fino al salvataggio da parte della rientrante Madison Rayne, che era al tavolo di commento. Nella puntata di Impact del 14 giugno, Kiera è stata sconfitta nuovamente da Tessa Blachard, questa volta in un No disqualification match. Nella puntata di Xplosion del 16 giugno, Kiera è stata sconfitta da Sienna.

#### Storyline con Allie, Su Yung e Rosemary (2018-2019)

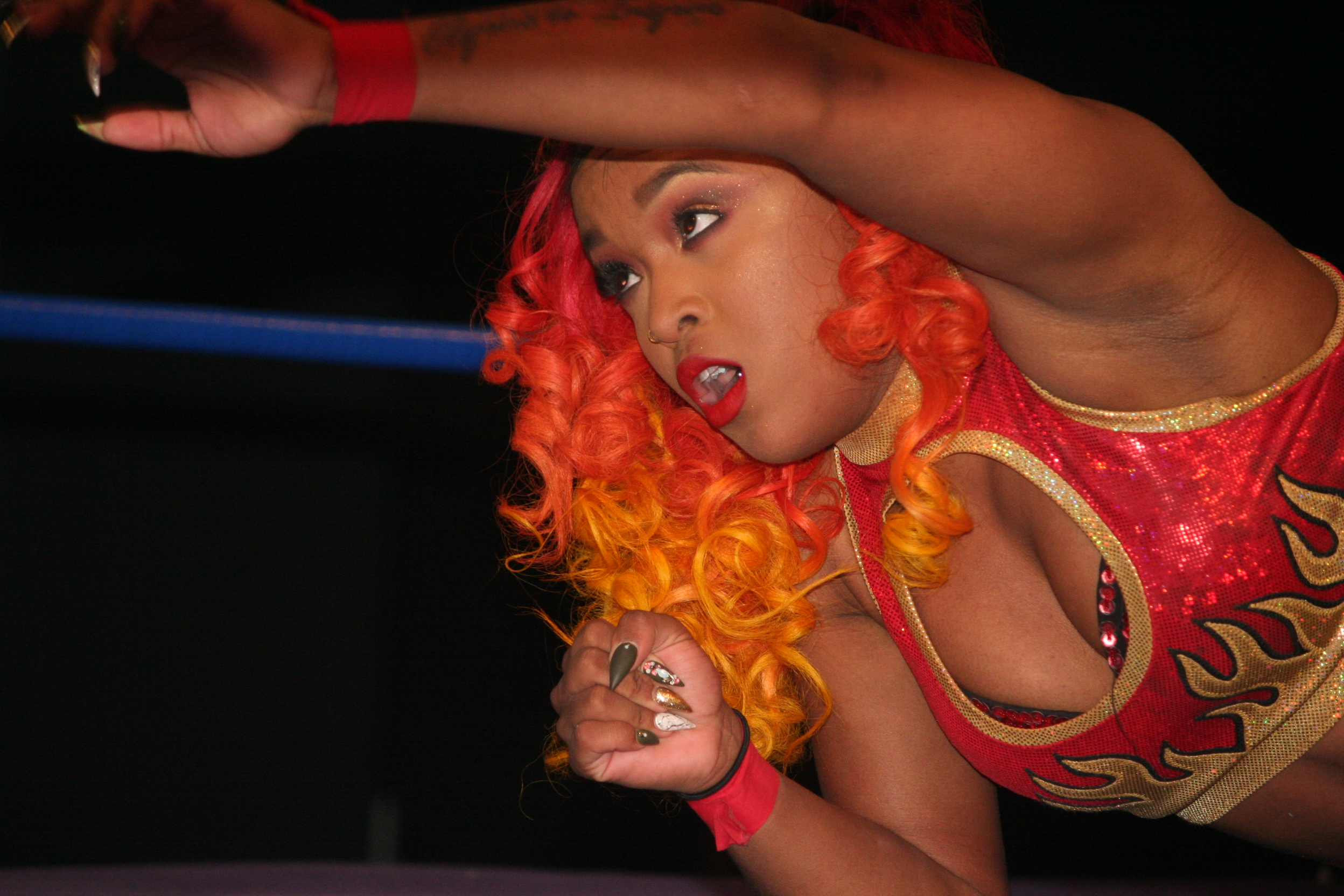
Kiera Hogan nel 2018

Nella puntata di Impact del 19 luglio, Kiera forma un'alleanza con Allie sconfiggendo Shotzi Blackheart e Tessa Blanchard. Nella puntata di Impact del 2 agosto, Kiera ed Allie hanno sconfitto Su Yung e KC Spinelli (che assume il ruolo di damigella d'onore non morta). Nella puntata di Impact del 9 agosto, Kiera ed Allie sono nel backstage dove avvertono Su Yung che presto la distruggeranno, quando Allie le strapperà il titolo. Nella puntata di Impact del 16 agosto, Kiera promette ad Allie che la aiuterà durante il suo match per il titolo, proteggendola dalle damigelle non morte che cercheranno di contrastarla; durante l'incontro, la Hogan viene messa al tappeto, mentre Allie viene attaccata alle spalle da Tessa Blanchard non conquistando quindi il titolo, ma vendicandosi poi stendendo la Blanchard e la Yung. Nella puntata di Impact del 23 agosto, Kiera ha sconfitto Alisha Edwards. Il 31 agosto, a DWW/Impact Wrestling One Night Only: Bad Intentions, Kiera ha sconfitto KC Spinelli. Nella puntata di Impact del 27 settembre, Kiera ed Allie hanno sconfitto Su Yung e KC Spinelli, la sua damigella d'onore non morta. Nella puntata di Impact del 4 ottobre, Kiera è stata sconfitta da Su Yung; dopo il match, si sacrifica per Allie venendo rinchiusa nella bara, dopo che la sua amica era arrivata a proteggerla da un attacco della Yung, sotto le grida di Allie. Il 14 ottobre, a Bound for Glory, Kiera viene salvata dal regno dei morti da Allie e la rientrante Rosemary, dopo che quest'ultima aiuta a farle scappare dandosi battaglia con Su Yung e le sue damigelle, però quando ritornano Allie sembra posseduta. Nella puntata di Impact del 25 ottobre, Kiera è stata sconfitta nuovamente da Su Yung, dov'è stata accompagnata dalla sua amica Allie, la quale però ha perso la sua anima dopo aver stretto un patto con il diavolo, scoprendo che la Yung ha adesso un potere su di lei, allontanandola durante il match mentre cercava di aiutare la Hogan. Nella puntata di Impact dell'8 novembre, Kiera è nel backstage con Allie, dove questa decide di unirsi a Su Yung e Father James Mitchell, promettendole che non faranno del male alla sua amica. Nella puntata di Impact del 15 novembre, Kiera attacca Su Yung dopo il suo match, ma a fermarla arriva Allie, che diventa quindi il braccio della Yung, mettendola al tappeto e andandosene. Il 16 novembre, a BCW/Impact One Night Only: BCW 25th Anniversary, Kiera ha sconfitto Gisele Shaw. Il 30 novembre, a BTW/Impact Wrestling Gold Rush, Kiera ha sfidato Tessa Blanchard per l'Impact Knockouts Championship, ma è stata sconfitta. Nella puntata di Impact del 6 dicembre, Kiera arriva sul ring dopo il match di Allie cercando di farla tornare in sé, ma viene assalita dalla stessa Allie e Su Yung. Il 21 dicembre, a BTW/Impact One Night Only: Back To Cali, Kiera ha sfidato nuovamente Tessa Blanchard per l'Impact Knockout's Championship, ma è stata sconfitta. Nella puntata di Impact del 3 gennaio 2019, Kiera è stata sconfitta da Allie; nel post match, viene assalita da Allie e Su Yung, fino al salvataggio di Jordynne Grace. Il 6 gennaio, Kiera e Jordynne Grace sono state sconfitte da Allie e Su Yung; dopo il match, la Yung cerca di chiudere la Hogan nella bara, ma da essa spunta Rosemary, scappata dal regno dei morti, che cerca di aiutare la sua amica Allie, senza successo. Nella puntata di Impact del 25 gennaio, Kiera e Jordynne Grace vengono intervistate nel backstage dove la Hogan dice che Allie è l'ombra di quello che era del passato, all'improvviso arriva un messaggio da parte di Rosemary, dicendo che questa non è la loro battaglia e devono farsi da parte. Nella puntata di Impact del 1º febbraio, Kiera e Jordynne Grace hanno sconfitto Allie e Su Yung, quando durante il match si spengono nuovamente le luci e quando si riaccendono Rosemary si trova al posto della Yung, lasciando Allie stupita che si prende il pin vincente dalla Hogan. Nella puntata di Impact dell'8 febbraio, Kiera ha sconfitto Allie. Nella puntata di Impact del 1º marzo, Kiera e Jordynne Grace si offrono per aiutare Rosemary a riavere Allie, nonostante inizialmente non volesse, dove la Hogan insiste dicendo che Allie è anche sua amica. Nella puntata di Impact dell'8 marzo Kiera, Jordynne Grace e Rosemary hanno sconfitto Allie, Su Yung e Buggy Nova (che interpreta il ruolo della damigella non morta), riuscendo dunque ad impossessarsi di Allie per cercare di ridarle la sua anima. Nella puntata di Impact - Against All Odds del 29 marzo, Kiera raggiunge Rosemary ed Allie nel regno dei morti, arrivate con lo scopo di ridare ad Allie la sua anima, avendole promesso di starle accanto fino alla fine, dandosi battaglia contro Su Yung e le sue damigelle, ma mentre questa sta per essere finita da Rosemary, quest'ultima viene fermata dal padrone del regno che cerca di avvertirla delle conseguenze, e mentre la Yung si presta ad impugnarla, Allie si sacrifica per Rosemary, cedendo poi fra le sue braccia e sotto lo sguardo sconvolto della Hogan, che colpisce la Yung con un'arma in testa; la decisione di terminare il personaggio di Allie è stata presa dopo il suo abbandono nella compagnia. Nella puntata di Impact del 12 aprile, Kiera arriva per aiutare Rosemary durante il tentativo delle damigelle di attacco, ma vengono entrambe assalite, poi la Hogan viene forzata a guardare mentre la Yung assalisce Rosemary, prima di essere colpita anch'essa. Nella puntata di Impact del 19 aprile, Kiera sta cercando qualcuno, quando arriva Rosemary, accusandola per quanto successo ad Allie. Rosemary dice che aveva avvisato Allie, ma non l'ha ascoltata e lo stesso ha fatto Kiera finendo prigioniera. Kiera dice che ce l'avrà per sempre con lei, Rosemary è stanca e l'affoga con una catena. Nella puntata di Impact del 3 maggio, Kiera è stata sconfitta da Rosemary per squalifica, quando Su Yung e le damigelle attaccano Rosemary, mentre la Hogan preferisce andarsene piuttosto che aiutarla, effettuando dunque un turn-heel. Nella puntata di Impact del 10 maggio, Kiera dice la sua su quanto successo la settimana precedente, dicendo che questo è quello che voleva Rosemary, ha provato ad essere una buona amica, ma ciò non l'ha portata a niente, arriva Jordynne Grace che cerca spiegazioni, dicendo che sono amiche, Kiera non concorda e dice che non ha più bisogno di nessuno. Nella puntata di Impact Wrestling del 17 maggio, Kiera prende parte ad una Knockout Battle royal, ma è stata eliminata. Nella puntata di Impact del 7 giugno, Kiera è stata sconfitta da Jordynne Grace.

#### Alleanza con Madison Rayne (2019-2020)
Nella puntata di Impact del 14 giugno, Kiera interviene durante il match fra Jordynne Grace e Madison Rayne, aiutando quest'ultima a vincere distraendo Jordynne. Nella puntata di Impact del 28 giugno, Kiera interrome Madison Rayne dicendo che Jordynne Grace non merita niente e tutte le knockouts in fondo sono egoiste, Madison dice che forse ha ragione, ma forse sta cercando di mettere in cattiva luce tutte le ragazze e la sfida in un match per la settimana successiva. Nella puntata di Impact del 5 luglio, Kiera ha sconfitto Madison Rayne; a fine match, compare Jordynne Grace che cerca di spaventarla, ma Kiera fugge via. Nella puntata di Impact del 12 luglio, Kiera ha preso parte ad un Triple threat match insieme a Jordynne Grace e Madison Rayne, vinto dalla Grace; a fine match, la Hogan e Madison attaccano brutalmente Jordynne, formando un'alleanza. Nella puntata di Impact del 26 luglio, Kiera è stata sconfitta da Jordynne Grace. Nella puntata di Impact del 2 agosto, Kiera viene richiamata da Madison Rayne quando una lottatrice fa la sua comparsa negli spogliatoi, ricordandole alcune regole. Nella puntata di Impact del 16 agosto, Kiera e Madison Rayne hanno sconfitto Alexia Nicole e Jordynne Grace. Nella puntata di Impact del 30 agosto, Kiera e Vanilla Vargas hanno affrontato Jordynne Grace e Chik Tormenta in un match terminato in No contest in seguito all'intervento di Madison Rayne, fermata da Rosemary; viene quindi stipulato un match immediato, dove la Hogan, Madison e Vanilla vengono sconfitte. Nella puntata di Impact del 13 settembre, Kiera è stata sconfitta dalla debuttante Tenille Dashwood. Il 13 settembre, a Impact Wrestling/WCR Operation Overdrive, Kiera e Desi Derata sono state sconfitte da Rosemary e Taya Valkyrie. Il 14 settembre, a Impact Wrestling Victory Road, Kiera ha sconfitto Desi Derata per count-out. Nella puntata di Impact del 4 ottobre, Kiera ha preso parte ad un Triple threat match insieme a Madison Rayne e Tenille Dashwood, vinto dalla Dashwood. Nella puntata di Impact del 18 ottobre, Kiera ha preso parte ad una Men Battle Royal, ma è stata eliminata. Nella puntata di Impact - Prelude To Glory del 18 ottobre Kiera, Madison Rayne e Taya Valkyrie sono state sconfitte da Jordynne Grace, Rosemary e Tenille Dashwood. Il 20 ottobre, a Bound for Glory, Kiera prende parte ad un Gauntlet match, ma è stata eliminata. Nella puntata di Impact del 29 ottobre Kiera, Madison Rayne e Taya Valkyrie sono state sconfitte da Alexia Nicole, Jordynne Grace e Rosemary. Nella puntata di Impact del 7 gennaio 2020 Kiera, Madison Rayne e Taya Valkyrie sono state sconfitte da Jordynne Grace, ODB e Tenille Dashwood. Il 10 gennaio, a Impact Wrestling Bash At The Brewery, Kiera difende con successo l'RCW Women's Championship contro Christi Jaynes. Nella puntata di Impact del 21 gennaio, Kiera e Madison Rayne sono nel backstage con Taya Valkyrie, desiderose di ricevere il loro premio per l’aiuto datole negli scorsi mesi, ma Taya risponde che non è il momento e che ne parleranno la prossima settimana. Nella puntata di Impact del 28 gennaio, Kiera ha preso parte ad un Triple threat match insieme a Jordynne Grace e Madison Rayne, vinto dalla Grace, la quale diventa la nuova n°1 contender all'Impact Knockouts Championship detenuto da Taya Valkyrie. Nella puntata di Impact del 4 febbraio, Kiera e Madison Rayne vengono raggiunte nel backstage da Taya Valkyrie, chiedendole nuovamente aiuto, ma questa volta le due rifiutano. Il 21 febbraio, a Impact Wrestling/OVW Outbreak, Kiera prende parte ad un Fatal 4-way non title match insieme a Jordynne Grace, Jessicka Havok e Megan Bayne, vinto dalla Havok. Il 22 febbraio, a Impact Wrestling/OVW Sacrifice, Kiera ha sconfitto Ray Lyn. Nella puntata di Impact del 3 marzo, Kiera incontra la sua compagna Madison Rayne dove iniziano un battibecco, poiché una delle studentesse della Rayne (dopo che questa ha iniziato una golden opportunity boot camp) ha cercato di confrontarsi proprio con la Hogan, lasciando trapelare una rottura fra le due. Nella puntata di Impact del 17 marzo, Kiera ha sconfitto Lacey Ryan, presentata da Madison Rayne. Nella puntata di Xplosion del 4 aprile, Kiera ha sconfitto Rosemary.

#### Alleanza con Tasha Steelz (2020-2021)
Nella puntata di Impact del 7 aprile, Kiera irrompe durante una conversazione fra Suzie e la nuova knockout Kylie Rae, avvertendo quest'ultima che in questa divisione non c'è spazio per le amicizie, prima di comunicarle che si affronteranno in un match a Rebellion, per poi sfidare in un incontro Suzie, vinto proprio dalla Hogan. Nella puntata di Impact del 14 aprile, Kiera interrompe durante l'intervista di Kylie Rae durante la première del nuovo backstage talk show Locker Room Talk presentato da Madison Rayne, affermando che umilierà la propria rivale per ricordarle che qui non ci sono amiche. Il 21 aprile, a Rebellion, Kiera è stata sconfitta da Kylie Rae. Nella puntata di Impact del 19 maggio, dopo due settimane di vignette, Kiera si rivolge alla nuova arrivata Tasha Steelz nel backstage, facendole i complimenti per il match in quanto rimasta stupita dalla prestazione, la Hogan le ricorda di quando lei è arrivata nella federazione diventando la zimbella di altre e che questa stava per indebolirla molto, dice che questo è il passato e propone a Tasha di allearsi per andare a rompere qualcuna, proposta che Tasha accetta. Nella puntata di Impact del 26 maggio, Kiera e Tasha Steelz si aggirano fra i corridoi dove iniziano a prendersi gioco di Kylie Rae, la quale viene poi raggiunta da Susie che cerca di fermare le rivali, ma la Hogan e Tasha iniziano ad attaccarle, per poi lasciarle sul pavimento e andarsene. Nella puntata di Impact del 2 giugno, Kiera e Tasha Steelz hanno sconfitto Kylie Rae e Susie. Nella puntata di Impact del 9 giugno, Kiera accompagna Tasha Steelz nel suo match vinto contro Susie, dopo aver distratto la rivale; Kiera e Tasha festeggiano nel backstage dicendo di non aver paura di nessuno, ma si scontrano con Havok e Nevaeh che iniziano a prendersi gioco delle due, Nevaeh propone una sfida per dare prova che le due non sono intimorite, ma Kiera e Tasha se ne vanno dicendo che sono impegnate. Nella puntata di Impact del 16 giugno, Kiera e Tasha Steelz si posizionano dietro le transenne per assistere all'incontro di Nevaeh vinto contro Kimber Lee; nel post match, Kiera e Tasha vengono raggiunte da Neveah e Havok faccia a faccia, lanciando dei popcorn sulla Havok per provocarla e poi scappare, mentre Neveah trattiene l'amica. Nella puntata di Impact del 23 giugno, Kiera ha accompagnato Tasha Steelz nel suo match contro Neveah, accompagnata da Havok, aiutandola a vincere quando durante l'incontro la Hogan cerca di distrarre Neveah, Havok interviene allontanandola, ma Tasha ottiene la vittoria con un roll-up a sorpresa tenendole il costume. Nella puntata di Impact del 30 giugno, Kiera ha sconfitto Havok grazie ad una distrazione di Tasha Steelz, che le lancia la maschera di Havok con la quale Kiera la colpisce per la vittoria; inoltre, viene annunciato che Kiera prenderà parte ad un Gauntlet match per determinare la prima sfidante all'Impact Knockouts Championship a Slammiversary. Nella puntata di Impact del 7 luglio, Kiera e Tasha Steelz irrompono durante il backstage talk show Locker Room Talk condotto da Madison Rayne, chiedendole chi stia intervistando, prendendola in giro dicendo che è tutta sola e ha bisogno proprio di qualcuno, Madison si giustifica dicendo che sta intervistando sé stessa e che l'ultima volta che ha avuto delle amiche non è andata bene parlando proprio di Kiera, arrivano Havok e Nevaeh dove la prima dice alla Rayne che non prova dispiacere nei suoi confronti, ha creato un mostro e se lo merita. Kiera chiarisce che nessuno l'ha creata, ma è stata sé stessa a trasformarsi, Nevaeh dice che Kiera e Tasha sono state molto fortunate nelle scorse settimane però adesso la loro fortuna sta per scadere, Tasha chiede se sia una minaccia e dopo uno scambio di parole parte una rissa fra le due coppie, mentre Madison assiste sconvolta e chiude questo episodio del talk show. Nella puntata di Impact del 14 luglio Kiera, Kimber Lee, Rosemary, Tasha Steelz e Taya Valkyrie sono state sconfitte da Alisha Edwards, Havok, Kylie Rae, Nevaeh e Susie. Il 18 luglio, a Slammiversary, Kiera prende parte al Gauntlet match per determinare la prima sfidante all'Impact Knockout's Championship entrando con il numero 4, ed eliminando Alisha Edwards, ma viene eliminata per ottava da Rosemary. Nella puntata di Impact del 21 luglio, Kiera e Tasha Steelz sono state sconfitte da Havok e Nevaeh per squalifica, quando Tasha colpisce Havok con una sedia, interviene Nevaeh che le strappa la sedia dalle mani mettendola fuori gioco e Havok stende la Hogan al centro del ring. 

## Vita privata
Fa parte della comunità LGBT.